# 이현용
이현용(李弦容, 2003년 12월 29일 ~ )은 대한민국의 축구 선수로 포지션은 센터백이며 현재 K리그1 수원 FC 소속이다.

## 클럽 경력
홍익대학교에서 박창현 감독의 지도를 받다가, 1학년을 마치자마자 K리그1 소속 수원 FC와 자유계약을 맺으며 프로 선수가 됐다.
8라운드 김천 상무와의 홈경기에서 후반 추가시간에 안데르손의 크로스를 그대로 역전해딩골이자 K리그1 데뷔골을 만들어내며 팀의 3 – 2 역전승에 기여했다.